# 朝鲜元帅

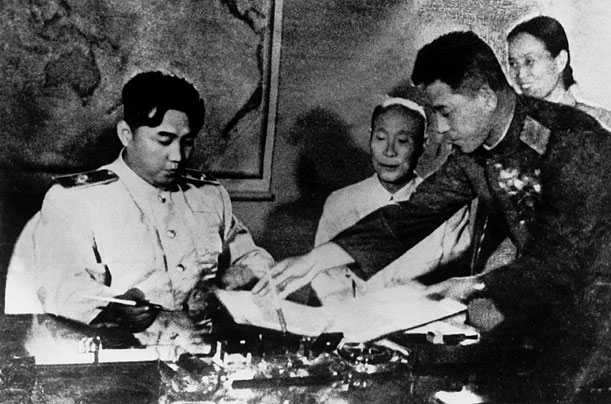
身着元帅服的金日成（左一）

朝鲜民主主义人民共和国的元帅可分为四级，从高到低依次是共和国大元帅、共和国元帅、人民军元帅和人民军次帅。据统计，朝鲜民主主义人民共和国从1953年至2022年间，共授予（追授）大元帅2名（金日成、金正日），授予、晋升元帅11名（金日成、崔庸健、金正日、吴振宇、崔光、李乙雪、金正恩、金永春、玄哲海、李炳哲、朴正天），授予、晋升次帅30多名。

## 概况
1953年2月7日，朝鲜民主主义人民共和国最高人民会议常任委员会发布政令，为纪念朝鲜人民军成立五周年和表彰最高司令官金日成、副司令官崔庸健在指挥“祖国解放战争”中的功绩，设立元帅、次帅军衔，并分别授予金、崔二人。1992年，朝鲜设立“朝鲜民主主义人民共和国大元帅”军衔，并在金日成80岁寿辰时，将这一最高军衔授予金日成。
朝鲜的“元帅”军衔分为“朝鲜民主主义人民共和国元帅”（韓語：조선민주주의인민공화국 원수）和“朝鲜人民军元帅”（韓語：조선인민군 원수），目前只有金日成、金正日和金正恩祖孙三人拥有“共和国元帅”头衔。金正恩也是目前朝鲜唯一在世的“共和国元帅”。除金正恩外，目前在世的朝鲜元帅还有李炳哲和朴正天，均为“朝鲜人民军元帅”。
值得一提的是，朝鲜拥有全世界独一无二的“次帅”军衔，其地位类似于苏联的军兵种主帅，低于元帅，但高于大将。与元帅类似，次帅也分为“共和国次帅”和“人民军次帅”，崔庸健为目前为止唯一的“共和国次帅”。

## 列表

### 最高司令官金日成、副司令官崔庸健（1953年）
| 图片 | 姓名及生卒年          | 受銜年份     | 肩章（1953年） |
| ---- | --------------------- | ------------ | -------------- |
|      | 金日成 （1912－1994） | 1953年2月7日 |                |
|      | 崔庸健 （1900－1976） | 1953年2月7日 |                |

### 大元帅
| 图片 | 姓名及生卒年          | 受銜年份           | 简历 |
| ---- | --------------------- | ------------------ | --- |
|      | 金日成 （1912－1994） | 1992年             | 朝鲜民主主义人民共和国开国领袖，担任最高领导人长达45年302天，是朝鲜民主主义人民共和国永远的主席。 1953年被授予元帅军衔。       |
|      | 金正日 （1942－2011） | 2012年（死后追授） | 金日成之子，朝鲜民主主义人民共和国第二代最高领导人，领导朝鲜长达17年162天，是“朝鲜劳动党永远的总书记”。 1992年被授予元帅军衔。 |

### 元帅
除金日成和金正日两位大元帅外，截至目前，朝鲜共授予了9人元帅军衔，其中金正恩為級別僅次於「共和國大元帥」的「共和國元帥」。
| 图片 | 姓名及生卒年          | 受銜时间             | 简历 |
| ---- | --------------------- | -------------------- | --- |
|      | 崔庸健 （1900－1976） | 1957年（元帅）       | 曾任朝鲜劳动党副委员长、政治委员会委员，最高人民会议常任委员会委员长，朝鲜国家副主席。 1953年被授予次帅军衔。    |
|      | 吴振宇 （1917－1995） | 1992年（人民军元帅） | 曾任朝鲜人民军总参谋长、国防委员会副委员长，人民武装力量部部长。 1985年4月被授予次帅军衔。                       |
|      | 崔光 （1917－1997）   | 1995年（人民军元帅） | 曾任朝鲜人民武装力量部部长。 1992年4月晋升次帅。                                                                 |
|      | 李乙雪 （1921－2015） | 1995年（人民军元帅） | 曾任朝鲜劳动党中央委员会委员、朝鲜劳动党中央军事委员会委员。 1992年4月20日被授予朝鲜人民军次帅称号。             |
|      | 金正恩 （1984－）     | 2012年（共和国元帅） | 金日成之孙、金正日之子，朝鲜现任最高领导人，朝鮮勞動黨總書記、國務委員長、軍事委員會委員長、武裝力量最高司令官。 |
|      | 金永春 （1936－2018） | 2016年（人民军元帅） | 曾任朝鲜人民軍總參謀長，朝鲜人民武装力量部部长。 2012年4月7日被授予朝鲜人民军次帅称号。                          |
|      | 玄哲海 （1934－2022） | 2016年（人民军元帅） | 曾任朝鲜人民軍总政治局組織副局長。 2012年4月7日被授予朝鲜人民军次帅称号。                                        |
|      | 李炳哲 （1948－）     | 2020年（人民军元帅） | 曾任朝鮮人民軍空軍司令。                                                                                         |
|      | 朴正天 （?－）        | 2020年（人民军元帅） | 现任朝鲜劳动党中央政治局委员、朝鮮人民軍炮兵總司令與朝鲜人民军总参谋长。 2020年5月24日被授予朝鲜人民军次帅称号。 |

### 次帅
除已晋升元帅的崔庸健、吴振宇、崔光、李乙雪、金永春、玄哲海和朴正天外，截至2022年，朝鲜共授予了25人次帅军衔。另外，除崔庸健为“共和国次帅”外，其他均为“人民军次帅”。
| 图片 | 姓名及生卒年份        | 授衔时间      | 简历 |
| ---- | --------------------- | ------------- | --- |
|      | 朱道日 （1921－1994） | 1992年4月20日 | 曾任朝鲜人民军平壤防御司令部司令官、国防委员会委员 |
|      | 崔仁德 （1917－2003   | 1992年4月20日 | 曾任人民军东海岸防御司令官、人民军第1军军长、人民军咸兴防御司令官、金日成军事综合大学校长                                                                                 |
|      | 白鹤林 （1918－2006） | 1992年4月20日 | 曾任民族保卫省政治安全局局长、社会安全部副部长、人民武装力量部副部长、最高人民会议法制委员会副委员长和委员长                                                              |
|      | 李斗益 （1920－2002） | 1992年4月20日 | 曾任朝鲜人民军第2军军长，第4军军长 |
|      | 金奉律 （1917－1995） | 1992年4月20日 | 曾任民族保卫省副相、人民武装力量部副部长、国防委员会委员 |
|      | 金光镇 （1927－1997） | 1992年4月20日 | 曾任人民武装力量部第一副部长 |
|      | 金益铉 （1911－2009） | 1994年4月15日 | 曾任中央全民防御部（亦称民防部）部长 |
|      | 李河日 （1935－）     | 1995年10月8日 | 曾任劳动党中央军事部部长 |
|      | 赵明录 （1928－2010） | 1995年10月8日 | 曾任国防委员会第一副委员长、朝鲜劳动党政治局常务委员、人民军总政治局局长                                                                                                  |
|      | 金一哲 （1933-）      | 1997年4月13日 | 曾任人民武装力量相、人民武装力量部部长 |
|      | 全載善 （1940－2011） | 1997年4月13日 | 曾任第一军团军团长、朝鲜人民军总参谋部副总参谋长 |
|      | 朴基瑞 （1929－2010） | 1997年4月13日 | 曾任人民军平壤防御司令部司令官 |
|      | 李钟山 （1922－2011） | 1997年4月13日 | 曾任人民军军需动员总局局长 |
|      | 金龙渊 （1916－2008） | 1998年9月     | 曾任人民军平壤防御司令官、万景台革命学院院长 |
|      | 李勇武 （1923－2022） | 1998年9月     | 曾任朝鲜劳动党中央政治局委员、国防委员会副委员长 |
|      | 张成禹 （1933－2009） | 2002年4月     | 曾任社会安全部政治局长、护卫总局局长、朝鲜人民军第3军军长 |
|      | 李英浩 （1942－）     | 2010年9月27日 | 曾任人民军总参谋长、朝鲜劳动党政治局常务委员、朝鲜劳动党中央军事委员会副委员长。2012年7月15日以健康问题为理由解除一切职务。2012年10月朝鲜官方将李英浩定为反党反革命分子。 |
|      | 金正阁 （1941－）     | 2012年2月15日 | 现任金日成军事综合大学校长 |
|      | 崔龙海 （1949－）     | 2012年4月7日  | 现任朝鲜最高人民会议常任委员会委员长、国务委员会第一副委员长、朝鲜劳动党中央委员会副委员长                                                                                |
|      | 玄永哲 （1953－2015） | 2012年7月16日 | 曾任朝鲜劳动党中央政治局候补委员，人民军总参谋长。2012年底又被降为大将，后又降为上将。2015疑似被以叛国罪被逮捕，4月30日被处决。                                           |
|      | 李明秀 （1934－）     | 2016年4月14日 | 曾任朝鲜人民军第5军军长、总参谋部副总参谋长、朝鲜人民保安部部长 |
|      | 黄炳誓 （1949－）     | 2014年4月26日 | 现任朝鲜劳动党组织指导部副部长、中央政治局常务委员会委员 |
|      | 金正寬 （?－）        | 2021年2月24日 | 现任国防省第一副相 |
|      | 權永進 （?－）        | 2021年2月24日 | 现任朝鲜劳动党中央政治局委员、党中央军事委员会委员、朝鲜人民军总政治局原局长                                                                                              |
|      | 李永吉 （1955－）     | 2022年4月15日 | 现任朝鲜人民军总参谋长、党中央委员会书记，党中央军事委员会副委员长 |

## 肩章

朝鲜民主主义人民共和国大元帅肩章
朝鲜民主主义人民共和国元帅肩章
朝鲜人民军元帅肩章
朝鲜人民军次帅肩章